# Aeropuerto Internacional de Funafuti
El Aeropuerto Internacional de Funafuti (IATA: FUN, OACI: NGFU) es el único aeropuerto situado en la nación insular de Tuvalu, se encuentra en el atolón de Funafuti y la localidad de Vaiaku, que es la capital del país.

## Historia
El aeropuerto fue construido por la Armada de los Estados Unidos en 1943 durante la Segunda Guerra Mundial. El aeródromo militar incluía una pista de aterrizaje, torre de control, instalaciones militares y la estación de radio Tepuka, conectada por cable a la pista de aterrizaje. En la base de los edificios de la Sede se encuentra en la actualidad la residencia de Teagai Apelu y un búnker que ha sobrevivido hasta el día de hoy. 
El aeródromo se convirtió en la sede del ejército de los Estados Unidos (Fuerzas Aéreas VII). Un bombardero fue enviado en noviembre de 1943, dirigiendo operaciones contra las fuerzas japonesas en Tarawa y otras bases en las Islas Gilbert. 
A mediados de 1944, como la lucha se trasladó más al norte, hacia Japón, los estadounidenses comenzaron a retirarse y para el momento en que la guerra terminó en 1945, casi todos ellos, junto con su equipo partió. Después de la guerra, el aeródromo militar se desarrolló en un aeropuerto comercial internacional.
Debido al poco espacio en la isla de Fongafale, algunas instalaciones como la prisión, central de telecomunicaciones, estación de bombeo de agua y plantación de bananas quedaron separadas del núcleo urbano por la pista del aeropuerto, por tal motivo se convirtió en uno de los pocos en el mundo con calles que atraviesan su pista.
El aeropuerto tiene sólo dos vuelos semanales, a Nauru y Kiribati. El resto del tiempo la pista es utilizada por los locales para actividades de recreación como andar en bicicleta, jugar o simplemente sentarse a charlar entre vecinos.

## Aerolíneas y destinos
| Aerolíneas   | Destinos |
| ------------ | -------- |
| Fiji Airways | Suva     |
| Air Kiribati | Tarawa   |

- Datos: Q1327938
- Multimedia: Funafuti International Airport / Q1327938